# Península do Labrador

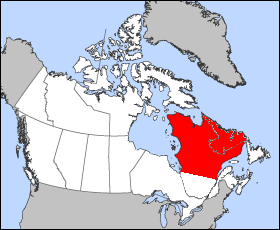
Península do Labrador, Canadá

A península do Labrador é uma grande península no leste do Canadá. É rodeada pela baía de Hudson a oeste, o estreito de Hudson a norte, o mar do Labrador a este, e pelo golfo de São Lourenço a sudeste. A península inclui a região do Labrador (também chamada Costa do Labrador), parte da província de Terra Nova e Labrador, e as regiões de Saguenay-Lac-Saint-Jean, Côte-Nord, e Nord-du-Québec, na província do Quebec.